# Кашина Камерона (Новара)
Кашина Камерона је насеље у Италији у округу Новара, региону Пијемонт.
Према процени из 2011. у насељу је живело 12 становника. Насеље се налази на надморској висини од 123 м.